# GB/T
De GB/T-oplaadstandaard is een standaard voor het opladen van elektrische voertuigen die wordt toegepast in de Volksrepubliek China. Specifiek gaat het om de GB/T 20234-serie, die onder meer de gebruikte connectoren en vereisten beschrijft. GB/T is een algemene verzameling met standaarden in China, zoals voor verkeersborden en schrift.
GB is een afkorting van Guobiao (Chinees: 國家標準 / 国家标准), wat naar het Nederlands vertaalt als nationale standaard.

## Beschrijving
GB/T kan worden gebruikt om zowel met wisselstroom (AC) als met gelijkstroom (DC) op te laden. De standaard werd voor het laatst in 2015 herzien en is opgenomen in de Standardization Administration of China (SAC), een instituut vergelijkbaar met de International Organization for Standardization (ISO) en de International Electrotechnical Commission (IEC). De SAC voorziet in een overzicht van onder meer fysieke en elektrische vereisten.

## Overzicht
De GB/T-oplaadstandaard bestaat uit:
- GB/T 18487, algemene vereisten voor geleidende laadsystemen. Zie ook IEC 61851.
- GB/T 20234, fysieke vereisten voor connectoren en interfaces. Zie ook IEC 62196 en SAE J1772.
- GB/T 27930, vereisten voor communicatie. Zie ook ISO 15118 en SAE J1772.

### Oplaadmodi
GB/T 20234.1 definieert drie oplaadmodi:
- Mode 2, 240 V AC, 10-32 A, maximaal vermogen: 27,7 kW.
- Mode 3, 440 V AC, 16-63 A, maximaal vermogen: 27,7 kW.
- Mode 4, 750 / 1000 V DC, 80-250 A, maximaal vermogen: 250 kW.

## Connectoren

GB/T 20234.2—2015 voor AC opladen.
GB/T 20234.3—2015 voor DC opladen.